# 新快報
《新快報》是一份中华人民共和国廣州市羊城晚報報業集團旗下的綜合性日報，1998年3月30日創刊。现在由侨鑫集团实际运营。由羊城晚报报业集团党委书记、管委会主任刘红兵兼任新快报社社长；由集团管委会委员、羊城晚报社社委孙璇兼任新快报社总编辑總編輯。
《新快報》是中华人民共和国第一份全彩印刷的綜合性日報，在廣東省直至中國大陸境內較具影響力與知名度。《新快報》亦是廣州市三大日報之一。2004年的第57屆世界報業大會公佈的“世界日報發行量前100名名單”中《新快報》位居第99位。2005年《新快報》第95位。2006年未獲得上榜。

## 发行区域
《新快报》在珠江三角洲九个城市的中心区域报刊摊都有零售，但在乡镇农村则难觅其身影。

## 争议

### “韩国起源论”假新闻
2007年至2008年期间，《新快报》利用中国人的民族主义情绪制造假新闻，编造过韩国有人主张风水、汉字、活字印刷等申请世界文化遗产的假新闻和“韩国《朝鲜日报》报道孙中山是韩国人”的假新闻，引起不少中国人的愤怒。假新闻被揭穿后，新快报并没有对此进行道歉。

### “两根骨头”丑闻
该报记者陈永洲因发表多篇报道披露「中联重科」於2012年在华中大区涉嫌销售造假，「中联重科」就此向长沙警方报案。2013年9月16日，长沙市公安局直属分局以「涉嫌损害商业信誉罪」為由予以立案，并於10月15日發佈网上追逃令。10月18日上午9时许，陳被長沙警方逮捕刑事拘留。該事件受到中国各界人士關注，各界人士纷纷声援陳永洲，新快报10月23日在报纸头版刊文《请放人|两根骨头》敝报虽小 穷骨头还是有两根，要求当局放人，并保障记者的人身安全。10月26日，随着其他媒体进一步曝光，真相浮出水面，陈永洲向民警坦承其受人指使，收取特定关系人人民币50万元有组织地捏造事实对中联重科进行诬蔑诋毁。其后舆论纷纷转而指责陈永洲及《新快报》。10月27日，《新快报》在其头版登出道歉声明。10月31日，陳永洲被吊销记者证，之后《新快报》主编亦被撤换。此次媒体丑闻被相关媒体界人士称为“中国新闻史上最黑暗的日子之一”。

## 澳洲版 (停刊)
《澳洲新快報》是由羊城晚報報業集團與僑鑫集團有限公司於2004年6月30日在澳大利亞悉尼出版發行的一份綜合性華文日報。由僑鑫集團董事長周澤榮創辦。最初由僑鑫集團出資收購澳大利亞《華人日報》，後更名爲《澳洲新快報》。報紙新聞內容以悉尼编辑部采编、翻译为主，部分由《新快報》提供。
《澳洲新快報》每周出版6天，其中週一到週五爲4開56版，週六為76版，出版后一直使用繁體中文印刷，直至2011年2月28日起轉用簡體。2019年9月23日，《澳洲新快報》及旗下两份刊物宣布停刊，转型新媒体。